# August Hauser

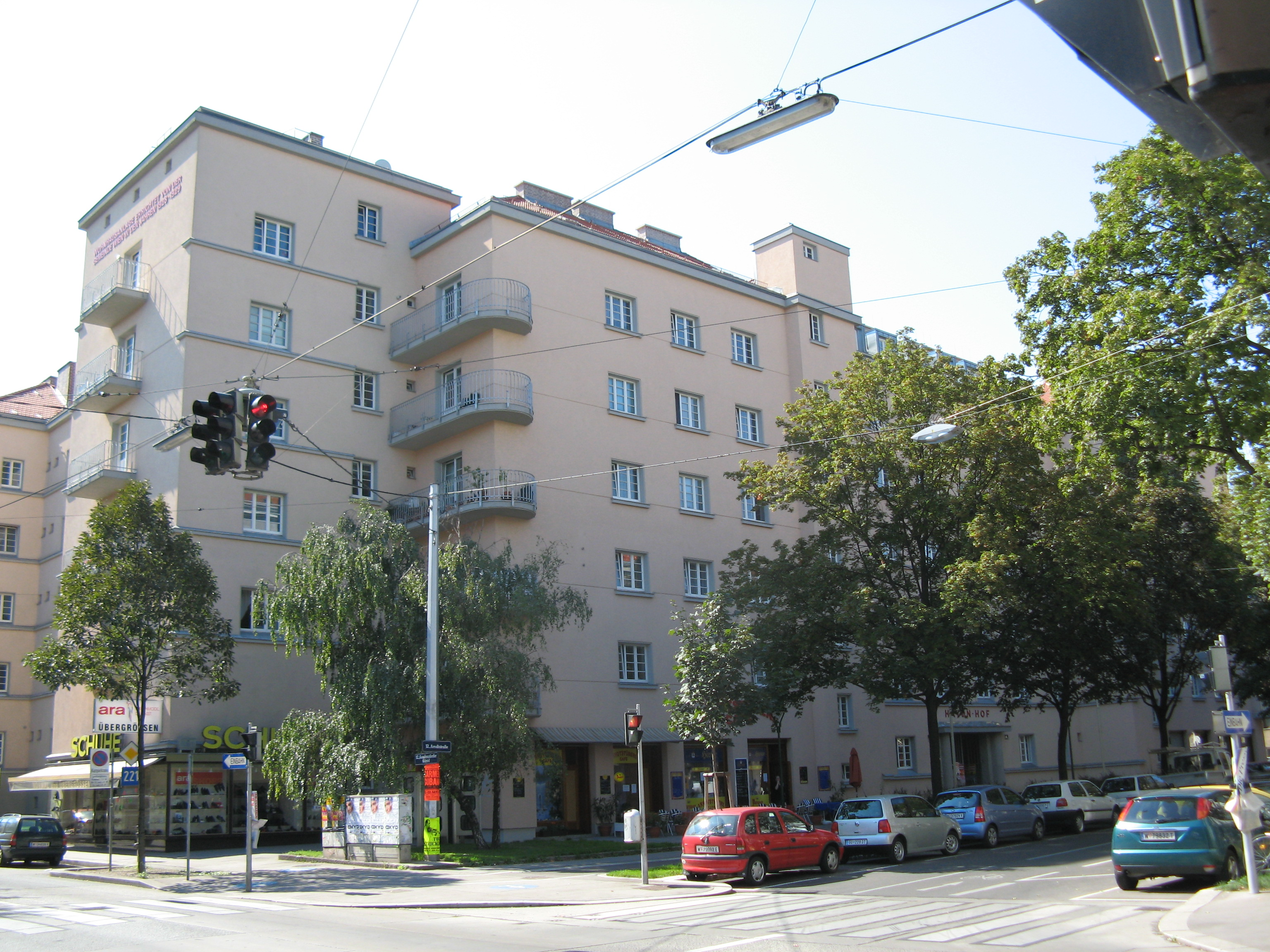
Haydnhof (1928–1929) von August Hauser

August Franz Hauser (* 3. August 1895 in Wien; † 4. Februar 1960 in Steyr) war ein österreichischer Architekt.

## Leben
August Hauser studierte an der Technischen Hochschule in Wien von 1914 bis 1916, wurde dann aber zum Kriegsdienst einberufen. Nach Ende des Ersten Weltkrieges konnte er seine Studien fortsetzen und 1921 mit der 2. Staatsprüfung abschließen. 1922 erhielt die behördliche Befugnis zum Zivilarchitekten für Hochbau. Er war Mitglied des Österreichischen Ingenieur- und Architektenvereins bis 1935, dann verliert sich seine Spur. Wo und wie er die Jahre des Zweiten Weltkriegs verbrachte, ist unbekannt. Jedenfalls lebte er noch 1946, da er in diesem Jahr für 10 Tage in Gumpoldskirchen gemeldet war. Nach den Meldeunterlagen reiste er in ein nicht weiter bekanntes Hagelsberg, danach existieren keine Informationen mehr über ihn.

## Bedeutung
Hauser nahm am städtischen Wohnbauprogramm der Gemeinde Wien in der Zwischenkriegszeit teil und errichtete zwei Wohnhausanlagen, die gestalterisch große Gemeinsamkeiten aufweisen. Beim Haydnhof steht eine parkartige Grünanlage im Zentrum, um die herum die Wohntrakte in Blockrandverbauung angeordnet sind. Die einzelnen Stiegen sind vor- und zurückgestuft, wodurch sich einerseits eine rhythmische Gliederung und andererseits optimale Licht- und Belüftungsverhältnisse ergeben. Das konstruktivistische Element einer vertikalen Betonscheibe an der Hoffassade erscheint auch im anderen von Hauser geschaffenen Gemeindebau. Hauser machte um 1930 noch Entwürfe für Wochenend- und Ferienhäuser, die aber nicht realisiert wurden. Weitere Bauten von ihm sind bisher nicht dokumentiert.
Den Auftrag für den Haydnhof hatte er erhalten, nachdem er einen Wettbewerb für sich entscheiden konnte.

## Werke

### Bauten
- Wohnhausanlage der Gemeinde Wien, Weinlechnergasse 1, Wien 3 (1928–1929)
- Wohnhausanlage der Gemeinde Wien Haydnhof, Gaudenzdorfer Gürtel 13–15, Wien 12 (1928–1929)

### Schriften
- Erfordernisse einer Mietvolkswohnung; in Zeitschrift des Österreichischen Ingenieur- und Architektenvereins 21–22/1929